# قائمة أعمال بول توماس أندرسون

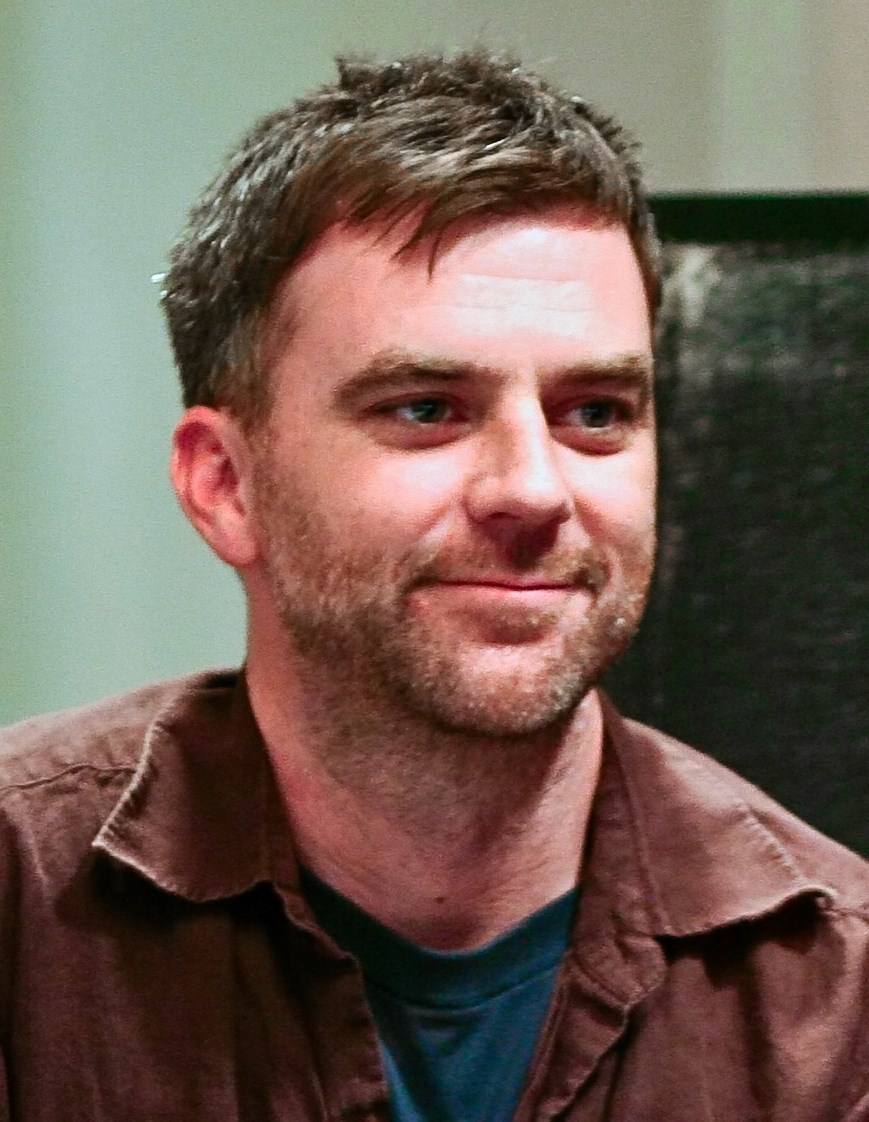
أندرسون في عام 2007

بول توماس أندرسون هو مخرج وكاتب سيناريو ومنتج أفلام أمريكي. أخرج 9 أفلام روائية طويلة و5 أفلام قصيرة و16 مقطع فيديو موسيقي وفيلما وثائقيا واحدا وحلقة تلفزيونية كمخرج ضيف ومسرحية واحدة. ظهر لأول مرة في الإخراج مع الفيلم القصير الخيالي «قصة ديرك ديغلر» (1988) عن عمر يناهز 18 عامًا وهو فيلم قصير يتحدث عن ممثل إباحي في سبعينيات القرن العشرين. أتبعه أندرسون بعد خمس سنوات بفيلم قصير آخر بعنوان «سجائر وقهوة (1993). كتب أندرسون وأخرج فيلم الجريمة «لعبة الثمانية الصعبة» (1996) من بطولة فيليب بيكر هول وجون ك. رايلي وغوينيث بالترو وصامويل جاكسون. لقي الفيلم استقبالا حسنا. كتب أندرسون وأخرج فيلم «ليال راقصة» (1997) باقتباس الفيلم القصير «قصة ديرك ديغلر». كان الفيلم الطويل من بطولة مارك والبيرغ كممثل إباحي في عصر الإباحية الذهبي من السبعينيات إلى الثمانينيات. لاقى الفيلم استحسان النقاد وحقق نجاحًا تجاريًا؛ وترشح الفيلم في حفل توزيع جوائز الأوسكار السبعين لثلاث جوائز أوسكار وهي جائزة الأوسكار لأفضل ممثل مساعد (بيرت رينولدز) وجائزة الأوسكار لأفضل ممثلة مساعدة (جوليان مور) وجائزة الأوسكار لأفضل سيناريو أصلي.
يتبع فيلمه «ماغنوليا» في عام 1999 أربع قصص متشابكة وغريبة في وادي سان فيرناندو. حقق الفيلم نجاحًا حاسمًا آخر لأندرسون وترشح الفيلم لثلاث جوائز أوسكار في حفل توزيع جوائز الأوسكار الثاني والسبعين بما في ذلك جائزة الأوسكار لأفضل ممثل مساعد (توم كروز) وجائزة الأوسكار لأفضل أغنية أصلية لأغنية «أنقذني» للمغنية أيمي مان وجائزة الأوسكار لأفضل سيناريو أصلي. أخرج أندرسون الدراما الكوميدية الرومانسية «حب مترنح» (2002) من بطولة آدم ساندلر كرجل وحيد يعاني من مشاكل الغضب.
أخرج أندرسون بعد غياب دام خمس سنوات الفيلم التاريخي الملحمي ستسيل الدماء (2007) استنادًا إلى رواية نفط! للكاتب الأمريكي أبتون سنكلير. حصل الفيلم الذي نال استحسان النقاد على العديد من الجوائز بما في ذلك جائزة الأوسكار لأفضل ممثل للنجم دانيال دي لويس في حفل توزيع جوائز الأوسكار السبعين. كما ترشح لإجمالي سبع جوائز أوكسار. أخرج بعد توقف دام خمس سنوات فيلم «المعلم» لعام 2012 من بطولة خواكين فينيكس وفيليب سيمور هوفمان. تمت مقارنة الحركة الدينية الجديدة الخيالية للفيلم «القضية» (بالإنجليزية: The Cause)‏ على نطاق واسع في وسائل الإعلام بدين الحياة الواقعية سينتولوجيا على الرغم من عدم الإشارة إليه بشكل مباشر.
قام أندرسون بتحويل رواية «رذيلة متأصلة» للكاتب الأمريكي توماس بينشون إلى فيلم «رذيلة متأصلة» الذي يحمل نفس الاسم في عام 2014. ولعب فيه خواكين فينيكس دور الهيبيز المُنْتَشي والمحقق الخاص الذي يحقق في قضية تتعلق باختفاء صديقته السابقة وصديقها الثري. أخرج في عام 2015 الفيلم الوثائقي «جنون» عن إنتاج ألبوم «جنون» الذي يحمل نفس الاسم في حصن ميهرانغاره، راجستان، الهند من قبل الملحن الإسرائيلي شاي بن تزور والملحن الإنجليزي وعازف القيثار في فرقة راديوهيد جوني غرينوود وفرقة راجاستان إكسبريس الهندية ومنتج راديوهيد نايجل غودريتش. قام الممثل دانيال دي لويس ببطولة خيط وهمي (2017) كصانع خياطة مشهور في الخمسينيات من القرن العشرين. ترشح الفيلم لستة جوائز أوسكار في حفل توزيع جوائز الأوسكار السبعين. صدر فيلم أندرسون التاسع بيتزا العرقسوس الذي نال استحسانًا كبيرًا في عام 2021، وترشح لثلاث جوائز الأوسكار في حفل توزيع جوائز الأوسكار السبعين. كما قام بإخراج مقاطع فيديو موسيقية لفنانين مثل بإخراج مقاطع فيديو موسيقية لعدة فنانين أمثال فيونا آبل وراديوهيد وهايم وجوانا نيوسوم وأيمي مان وجون بريون ومايكل بن.	

## الأفلام الطويلة

### كمخرج وكاتب
عمل أندرسون أيضًا كمنتج في كل فيلم باستثناء فيلم لعبة الثمانية الصعبة.

#### روائية

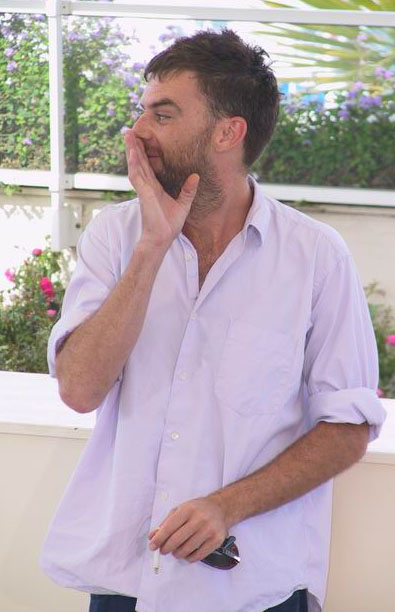
أندرسون في مهرجان كان السينمائي 2002

| العنوان                | العام | الميزانية       | شباك التذاكر | الملاحظات                      | المصادر       |
| ---------------------- | ----- | --------------- | ------------ | ------------------------------ | ------------- |
| «لعبة الثمانية الصعبة» | 1996  | $3,000,000      | $222,559     |                                | [ 15 ] [ 16 ] |
| «ليال راقصة»           | 1997  | $15,000,000     | $43,101,594  |                                | [ 17 ] [ 18 ] |
| «ماغنوليا»             | 1999  | $37,000,000     | $48,451,803  | دور كومبارس: رجل يصادر العلامة | [ 19 ] [ 20 ] |
| «حب مترنح»             | 2002  | $25,000,000     | $24,665,649  |                                | [ 21 ] [ 22 ] |
| «ستسيل الدماء»         | 2007  | $25,000,000     | $76,181,545  |                                | [ 23 ] [ 24 ] |
| «المعلم»               | 2012  | $32,000,000     | $28,258,060  |                                | [ 25 ] [ 26 ] |
| «رذيلة متأصلة»         | 2014  | $20,000,000     | $14,710,975  |                                | [ 27 ] [ 28 ] |
| «خيط وهمي»             | 2017  | $35,000,000     | $44,523,275  |                                | [ 29 ] [ 30 ] |
| «بيتزا العرقسوس»       | 2021  | $40,000,000     | $31,437,804  | مصور سينمائي أيضا              |               |
| «معركة تلو الأخرى»     | 2025  | 140 مليون دولار |              |                                | [ 31 ]        |

#### الوثائقية
| العنوان | العام | المصادر |
| ------- | ----- | ------- |
| «جنون»  | 2015  | [ 32 ]  |

## الأفلام القصيرة
| العنوان               | العام | الدور | الدور        | الدور | ملاحظات                                                          | المصادر |
| العنوان               | العام | مخرج  | كاتب سيناريو | منتج  | ملاحظات                                                          | المصادر |
| --------------------- | ----- | ----- | ------------ | ----- | ---------------------------------------------------------------- | ------- |
| «قصة ديرك ديغلر       | 1988  | نعم   | نعم          | لا    | مصور سينمائي أيضا                                                | [ 33 ]  |
| مساعد إنتاج           | 1992  | نعم   | نعم          | نعم   | يعرف أيضا ب بول توماس أندرسون مساعد إنتاج 1992»، صدر في عام 2012 | [ 34 ]  |
| «سجائر وقهوة»         | 1993  | نعم   | نعم          | لا    |                                                                  | [ 33 ]  |
| «سارية العلم الخاص»   | 1998  | نعم   | نعم          | نعم   |                                                                  | [ 35 ]  |
| «أريكة»               | 2002  | نعم   | نعم          | نعم   |                                                                  | [ 33 ]  |
| «أزهار ودم»           | 2003  | نعم   | نعم          | نعم   | تجميع للمشاهد المحذوفة من فيلم «حب مترنح»                        |         |
| «12 سكوبتون»          | 2003  | نعم   | نعم          | نعم   | تجميع للأعمال الفنية المحذوفة من فيلم «حب مترنح»                 |         |
| «إشهار رجل الفراش»    | 2003  | نعم   | نعم          | نعم   | مشهد محذوف من فيلم «حب مترنح»                                    | [ 36 ]  |
| «العودة إلى ما بعد»   | 2013  | نعم   | نعم          | نعم   | تجميع للمشاهد المحذوفة من فيلم «المعلم»                          | [ 37 ]  |
| «كل شيء في هذا الحلم» | 2015  | نعم   | نعم          | نعم   | تجميع للمشاهد المحذوفة من فيلم «رذيلة متأصلة»                    |         |
| «فالانتاين»           | 2017  | نعم   | لا           | لا    | يضم ثلاثة عروض لفرقة هايم                                        | [ 38 ]  |
| «للصبي الجائع»        | 2018  | نعم   | نعم          | نعم   | تجميع للمشاهد المحذوفة من فيلم «خيط وهمي»                        |         |
| «أنيما»               | 2019  | نعم   | لا           | نعم   |                                                                  | [ 39 ]  |

## الأعمال الأخرى

### روائية
| العنوان             | العام | الميزانية    | شباك التذاكر | الدور                   | المصادر |
| العنوان             | العام | دولار أمريكي | دولار أمريكي | الدور                   | المصادر |
| ------------------- | ----- | ------------ | ------------ | ----------------------- | ------- |
| «ماينورتي ريبورت»   | 2002  | 102,000,000  | 358,400,000  | كومبارس: راكب في القطار | [ 40 ]  |
| «شريك في بيت ريفي»  | 2006  | 10,000,000   | 26,716,191   | مخرج احتياطي            | [ 41 ]  |
| «جاغوار زنبق الماء» | 2018  | غير معروف    | —            | منتج تنفيذي             | [ 42 ]  |

### الظهور في الأفلام الوثائقية
| العنوان                         | العان | الدور   | المصادر |
| ------------------------------- | ----- | ------- | ------- |
| «واد: حياة وأوقات جون سي هولمز» | 1999  | نفسه    |         |
| «تلك اللحظة: يوميات ماغنوليا»   | 2000  | نفسه    |         |
| «بحثا عن تيد ديم»               | 2010  | Himself |         |
| «ألتمان»                        | 2014  | نفسه    |         |

## التلفاز
| العنوان                 | العام | الدور | الدور        | الدور | الدور | القناة                | ملاحظات                                               | المصادر |
| العنوان                 | العام | مخرج  | كاتب سيناريو | منتج  | شكر   | القناة                | ملاحظات                                               | المصادر |
| ----------------------- | ----- | ----- | ------------ | ----- | ----- | --------------------- | ----------------------------------------------------- | ------- |
| «عرض جون بريون»         | 2000  | نعم   | لا           | لا    | لا    | في إتش 1              | برنامج منوعات حلقة تجريبية لم يتم عرضها               | [ 43 ]  |
| «ساترداي نايت لايف»     | 2000  | نعم   | نعم          | لا    | لا    | إن بي سي              | حلقة: «بن أفليك/فيونا آبل» فقرة: «إس إن إل فاناتيك»   | [ 44 ]  |
| «وثائقي الآن!»          | 2016  | لا    | لا           | نعم   | لا    | قناة الأفلام المستقلة | مؤدي الأصوات: حلقة هاريسون رينزي: : «الإرسال النهائي» | [ 45 ]  |
| «آدم ساندلر: 100% طازج» | 2018  | لا    | لا           | لا    | نعم   | نتفليكس               | حلقة ستاند أب كوميدي خاصة فقرات مصورة                 | [ 46 ]  |

## الموسيقى المصورة
| العنوان           | العام | المؤد(ون)    | الملاحظات                         | المصادر |
| ----------------- | ----- | ------------ | --------------------------------- | ------- |
| «حاول»            | 1997  | مايكل بن     |                                   | [ 14 ]  |
| «عبر الكون»       | 1998  | فيونا آبل    |                                   | [ 14 ]  |
| «بأسرع مايمكنك»   | 1998  | فيونا آبل    |                                   | [ 14 ]  |
| «أنقذني»          | 1999  | أيمي مان     |                                   | [ 14 ]  |
| «عرج»             | 2000  | فيونا آبل    |                                   | [ 14 ]  |
| «حقيبة أوراق»     | 2000  | فيونا آبل    |                                   | [ 14 ]  |
| «ها نحن ذا»       | 2002  | جون بريون    |                                   | [ 14 ]  |
| «سكين ساخنة»      | 2013  | فيونا آبل    |                                   | [ 14 ]  |
| «سابوكانيكان»     | 2015  | جوانا نيوسوم |                                   | [ 14 ]  |
| «غواصون»          | 2015  | جوانا نيوسوم |                                   | [ 14 ]  |
| «أحلام اليقظة»    | 2016  | راديوهيد     |                                   | [ 14 ]  |
| «الزمن الحاضر»    | 2016  | راديوهيد     | فيديو مباشر                       | [ 47 ]  |
| «الأرقام»         | 2016  | راديوهيد     | فيديو مباشر                       | [ 48 ]  |
| «في الحال»        | 2017  | هايم         | فيديو مباشر                       | [ 49 ]  |
| «فالانتاين»       | 2017  | هايم         | فيديو مباشر                       | [ 50 ]  |
| «قليلا من حبك»    | 2017  | هايم         |                                   | [ 51 ]  |
| «ليلة طويلة»      | 2018  | هايم         | فيديو مباشر                       | [ 52 ]  |
| «فتاة الصيف»      | 2019  | هايم         |                                   | [ 53 ]  |
| «حاليا أنا فيها»  | 2019  | هايم         |                                   | [ 54 ]  |
| «هللويا»          | 2019  | هايم         |                                   | [ 55 ]  |
| «الخطوات»         | 2020  | هايم         | قامت دانيال هايم بالإخراج المشارك | [ 56 ]  |
| «الرجل من المجلة» | 2020  | هايم         |                                   | [ 57 ]  |
| «فقدت المسار»     | 2022  | هايم         |                                   | [ 58 ]  |

## مسرحيات
| العنوان                                      | العام | الدور | الدور        | Venue      | الملاحظات | المصادر |
| العنوان                                      | العام | مخرج  | كاتب سيناريو | Venue      | الملاحظات | المصادر |
| -------------------------------------------- | ----- | ----- | ------------ | ---------- | --------- | ------- |
| مسرحية غير معنونة لمايا رودولف وفريد آرميسين | 2008  | نعم   | نعم          | مسرح لارغو | آداء واحد | [ 59 ]  |